# Silnik o spalaniu wewnętrznym
Silnik o spalaniu wewnętrznym – silnik, w którym paliwo spalane jest w przestrzeni roboczej silnika.
Wśród silników o spalaniu wewnętrznym możemy wyróżnić:
- silniki turbinowe
- silniki tłokowe
  - silnik spalinowy tłokowy
- silniki odrzutowe
  - silnik rakietowy

Podobna klasyfikacja jest stosowana w przypadku silników o spalaniu zewnętrznym.